# Диродийтритербий
Диро̀дийтрите́рбий — бинарное неорганическое соединение, интерметаллид
тербия и родия
с формулой Rh2Tb3,
серые кристаллы.

## Получение
- Спекание стехиометрических количеств чистых веществ:

{\displaystyle {\mathsf {3Tb+2Rh\ {\xrightarrow {1400^{o}C}}\ Tb_{3}Rh_{2}}}}

## Физические свойства
Диродийтритербий образует кристаллы тетрагональной сингонии, пространственная группа I 4/mcm, параметры ячейки a = 1,125 нм, c = 2,520 нм, Z = 32,
структура типа диродийтрииттрия Y3Rh2.
Соединение образуется по перитектической реакции при температуре ≈1400 °C.